# كريفولادوسولا
كريفولادوسولا هي كومونا في اقليم فيربانو-كوسيو-أوسولا في المنطقة الإيطالية بيدمونت، وتقع على بعد حوالي 130 كيلومترا شمال شرق تورينو وحوالي 30 كيلومترا (19 ميلا) شمال غرب فيربانيا.
تشترك المدن التالية في الحدود مع كريفولادوسولا: بوغنانكو وكرودو ودومودوسولا وماسيرا ومونتيكريستيز وتراسكيرا وفارزو. قاتل الاتحاد السويسري ودوقية ميلانو هناك في معركة كريفولا في عام 1487.